# Havfruegrunden
Havfruegrunden var tidligere en sandgrund i havneløbet i Københavns Havn mellem Slotsholmen og København. Den lavvandede grund havde sit navn, da der var rygter om, at den var et populært tilholdssted for havfruer.
Fra 1610/1611 til 1795 var monumentet "Leda og Svanen" opstillet på en høj søjle på en lille kunstig ø, der blev opført på Havfruegrunden.
Monumentet og Havfruegrunden blev fjernet i 1798 som del af en udgravning af havneløbet.
I 2009 blev en bronzekopi af Anne Marie Carl Nielsens skulptur ”Havfrue” fra 1921 opstillet på Havfruegrunden.